# 汐谷文康
汐谷 文康（しおや ふみよし、1992年7月6日 - ）は、日本の男性声優、俳優。岩手県出身。東京俳優生活協同組合所属。

## 略歴
小学生時代に芸術鑑賞会のような学校の催しで劇団に所属していた人物が来て体育館で公演してくれることがあったこともあり、真剣に見ているようなことがあった。絵を描くこと以外に習字も好きで、このころから何かを表現することに憧れていたのかもしれないと語る。
中学校に進学後、夜遅くまで起きていても許されるようになったため、テレビドラマなどを見始めたところ、「お芝居って楽しそうだな」と感じていた。それで「役者をやってみたい」と思うようになったが、俳優はイケメンが多いため、「僕には難しいだろうな」とも思っていた。
中学3年生の時様々な洋画のDVDをレンタルして観るようになった。ある日、「今日はアニメを観てみようかな」と思い、『新世紀エヴァンゲリオン』を借りて見ていた。その時に「すごく面白いな」と思い、興味を持ち職業としての声優を知った。
高校時代は演劇部に所属。そこで初めて演技を触れて、それで活動していたところ面白ったこと、同時に声を褒められることが多かったため、「声を活かして演技できる声優になりたい」という思いが高まってきたという。中学3年生の頃にやっていたゲームと、櫻井孝宏の演技に影響を受けたことをきっかけに、声優を志す。
両親に「声優になりたい」と言ったところ両親も様々な事情で夢を断念していたことがあったようで、汐谷の夢を全面的に応援してくれた。ただし、実家が岩手県で、簡単に体験入学にも行けないため、声優専門学校や養成所の資料を集めて検討していた。その後は色々な学校に絞り、夏休みに集中的に体験入学や見学をして進学先を決める。上京直前の3月に東日本大震災で実家が被災し、家族は皆無事だったが、一時は「こんな時に上京するなんて」と断念するを考えていた。しかし、両親が「行きなさい」と背中を押してくれたという。
アミューズメントメディア総合学院・よこざわけい子 声優・ナレータースクール・ゆーりんプロ出身。
2019年12月31日、長年所属していたゆーりんプロを退所し、翌2020年1月1日より東京俳優生活協同組合の所属となったことを自身のTwitterにて発表。

## 人物
「アイドルマスター SideM 〜理由あって！ニコ生！第7回〜」にて北村想楽役を演じることが発表された。また自身もプロデューサー（アイドルマスターシリーズのプレイヤー）であり、同番組内にてアイドルマスターシリーズのファンであることを明かしている。
『アイドルマスター SideM』で共演する高塚智人とは事務所の同期であり、高塚が渡辺みのり役にキャスティングされた当時からお互いに「共演したい」と語り合っていたという。
俳優の汐谷恭一は実兄にあたり、時折、兄の宣伝なども行っている。
趣味は映画鑑賞。小学生、中学生時代には野球をしていた。
好きなアイドル・アーティストに防弾少年団、TWICEなどを挙げている。
尊敬する声優は専門学校時代の講師だった松本保典。

## 出演
太字はメインキャラクター。

### テレビアニメ
2016年
- バッテリー（奥平）

2017年
- DIVE!!（友人C）
- アイドルマスター SideM（北村想楽）

2018年
- アイドルマスター SideM 理由あってMini!（北村想楽）

2019年
- XL上司。（成田陸） - 通常版

2020年
- けだまのゴンじろー（運搬係1）
- 食戟のソーマ 豪ノ皿（男子生徒A）
- 神之塔 -Tower of God-（ホー）
- かぐや様は告らせたい?〜天才たちの恋愛頭脳戦〜（団員）
- ハイキュー!! TO THE TOP（玉山高校選手、手白球彦）

2021年
- 2.43 清陰高校男子バレー部（他校選手）
- ホリミヤ（男子中学生）

2022年
- クレヨンしんちゃん（2022年 - 2023年、人々C、客A）
- 3秒後、野獣。〜合コンで隅にいた彼は肉食でした（男、部長）
- ダンス・ダンス・ダンスール（茶髪）
- シャドウバースF（男子生徒）

2023年
- Helck（ラントス）
- シャングリラ・フロンティア（2023年 - 2024年、レミー、SF-Zoo 魔法使いG） - 2シリーズ
- 川越ボーイズ・シング（生徒）

2024年
- 即死チートが最強すぎて、異世界のやつらがまるで相手にならないんですが。（ジョルジュ、有馬理）

### 劇場アニメ
- 劇場版ハイキュー!! ゴミ捨て場の決戦（2024年、手白球彦[15]）

### ゲーム
2014年
- 戦国X

2015年
- ガーディアンズ・ヴァイオレーション

2016年
- アイドルマスター SideM（2016年 - 2023年、北村想楽）
- 龍が如く0 誓いの場所（ミラクル）

2017年
- アイドルマスター SideM LIVE ON ST@GE!（2017年 - 2020年、北村想楽）
- アルケミアストーリー（ロッツ）

2019年
- CARAVAN STORIES（アバフェロ）

2020年
- REALIVE!〜帝都神楽舞隊〜（双葉日向）
- 錬神のアストラル（サイゾー）
- ヴァルキリーアナトミア（ルドルフ）

2021年
- アイドルマスター ポップリンクス（北村想楽）
- アイドルマスター SideM GROWING STARS（2021年 - 2023年、北村想楽）

2025年
- 勿ノ怪契リ（慧）

### ドラマCD
2015年
- THE IDOLM@STER SideM ST@RTING LINE-15（北村想楽）

2018年
- 忘却学園プルガトリウム（柄長夕）

2019年
- コイの箱庭（ノヴァーリス）
- アイドルマスター SideM ドラマCD Best Game 2 ～命運を賭けるトリガー～（北村想楽）

2020年
- 幕末男子 -新選組時空伝-（平間重助）

2021年
- THE IDOLM@STER SideM NEW STAGE EPISODE（北村想楽）
  - 09 W
  - 10 Legenders

- ENLIGHTRIBE （鹿喰驚）
  - side.FAM -The first step-
  - side.FAM -Reach for the Top-
  - side.SHIFTYｚ -Connections-

- アイドルマスター SideM ドラマCD 緑陰のGymnasium（北村想楽）

### BLCD
- その攻キャラは、流行りません!（2017年、久保）
- オルタナティブ（2018年、有村）
- 凸凹シュガーデイズ（2019年、海野広大[21]）
- ダーティダーリン（2019年、三田正児）

### 吹き替え

#### 映画
- 雪の女王と火の魔王（2019年、カイ）

#### ドラマ
- コブラ会（2018年）
- 「凍てつく楽園」～青い毒の誘惑～（2020年）
- ファインド・ミー〜パリでタイムトラベル〜（2020年 - 2021年、クライブ）

#### アニメ
- Qフォース（2021年、アントニ）

### ラジオ
※はインターネット配信。
- 汐谷・浦尾の変身☆男子（2018年 -2020年 、音泉※）[22]
- 高塚智人と汐谷文康のチョクラジ！（2018年 - 2019年、チョクメ！公式サイト※）[23]
- 矢野・汐谷のKitchen Cherry-pick（2018年 - 、ニコニコ生放送※）
- アイドルマスター SideM ラジオ 315プロNight!（2019年、ニコニコ生放送※）
- 汐谷文康の身になれ！じゃがいも畑（2019年-、ニコニコ生放送※）
- MAN TWO MONTH RADIO 汐谷文康解剖白書（2020年、音泉※）

### テレビ番組
※はインターネット配信。
- 中島ヨシキのザックリエイト（アシスタント）（2018年 - 、ニコニコ生放送※）

### オーディオドラマ
- 帝王森川とボイトレ男子（2016年、ビブラート・フルエル[24]）
- アイドルマスター SideM「315 PASSION CONTENTS」（2023年、北村想楽） - 3作品[一覧 2]

### デジタルコミック
- カワイスギクライシス（2021年、向井誠二[25]）
- 殺し愛（2021年、レオン[26]）
- 幼馴染のS級パーティーから追放された聖獣使い。万能支援魔法と仲間を増やして最強へ!（2022年、キッド[27]）
- SAKAMOTO DAYS（2022年、南雲[28]）

### ナレーション
- 本気ですか!? 水瀬さん!!
- JAF

### 舞台
- エコックス クリスマスチャリティ公演「クジラたちの行方」
- アミューズメントメディア総合学院声優タレント学科 七夕公演2012 銀河鉄道from AMG「GOOD-BYE JOUNEY」
- アミューズメントメディア総合学院声優タレント学科 さくら公演2012 〜あなたに逢う道〜「乱れきったダイヤ〜新たな快感〜」
- ゆーりんプロデュース公演「裳の中の赤児」（程嬰〈少年〉）
- ゆーりんプロデュース公演「眠れる森の魔女〜After the Snow White〜」（補佐官）
- 舞台「結ひの忍」（稲穂光）
- 「デストルドー9」（野一色頼）

### 朗読劇
- toshiLOG vol.1 朗読劇「さよならのかわりに」（2018年3月7日 - 11日 、新宿コフレリオシアター） - 沢田翔太 役
- 酒林堂 八雲2018「木守り」「松平不昧公一代記　怪談・ヤング不昧公」「ろくろ首」（2018年9月8日 - 9日、曹洞宗 松江 金華山 洞光寺）[29]
- 朗読劇 Letter（2019年4月9日 - 14日、新宿シアターモリエール）[30]
- ことだま屋本舗EXステージvol.7 ことだま屋×Z 4「闇狩人Δ」（2019年5月2日 - 6日、赤坂レッドシアター） - 駿河修 役
- toshiLOG vol.4 朗読劇「あの星に願いを」（2019年11月6日 - 9日 、新宿シアターブラッツ） - 金田裕介 役[31]
- リーディングシェイクスピア「ロミオとジュリエット」（2019年12月18日、サンシャイン劇場） - ロミオ 役[32]
- 声優朗読劇 フォアレーゼン「流転の果て……漂泊の｢壇之浦｣」（2020年2月8日、下関市民会館）[33]
- toshiLOG 朗読劇「さよならのかわりに」（2020年3月11日・13日 - 15日 、R'sアートコート） - 沢田翔太 役[34]
- 声のプロフェッショナルが奏でるリーディングシェイクスピア『マクベス』（2020年11月30日・12月4日、池袋サンシャイン劇場） - シーワード 魔女 役他[35]
- ブロードウェイ・バウンズ プレゼンツ リーディングライブvol.1「同窓会」（2020年12月9日・11日、アトリエファンファーレ東新宿） - 鍋島 役[36]
- READPIA 朗読劇「モノクロの空に虹を架けよう」第一夜（2021年5月10日、オンライン配信） - 拓海 役[37]
- KIRAKIRA VOICE LAND VOL.32 Reading Cinema2021「MORGUE×CHRONICLE VI」（2021年5月29日 - 30日、シダックスカルチャーホール） - ロドマン（29日）、ヴィンセント（30日）役[38]
- Reading Theater「心理試験」（2021年6月12日、浅草花劇場） - 笠森判事 役[39]
- 朗読劇「学園デスパネル2021」（2021年8月30日 - 31日、座・高円寺2） - 長瀬 役[40]
- TOKYO READING CIRCUS「5-Five!-」（2021年9月5日、TACCS1179）[41]
- 声のプロフェッショナルが奏でる日本文学「三つの愛と、厄災」（2021年10月13日、紀伊国屋ホール） - 私 役他[42]
- 朗読で描くミステリー「アルセーヌ・ルパン〜ああ、哀しき怪盗紳士〜」（2021年10月19日 - 20日、紀伊國屋ホール） - 男たち 役[43]
- 朗読劇「武士とジェントルマン」（2023年2月1日、サンシャイン劇場） - 隼人 役[44]
- THE IDOLM@STER SideM PASSIONABLE READING SHOW -超常事変〜対立スル正義〜-（2023年3月12日、武蔵野の森総合スポーツプラザ メインアリーナ） - 北村想楽 役[45]
- 朗読劇『ドリアン・グレイの肖像』
- 朗読劇『あの星に願いを』（2023年5月24日 - 28日、CBGKシブゲキ!!） - 金田祐介 役（ ※ 狩野翔とのトリプルキャスト）[46]
- 朗読劇『はなしぐれ』（2024年1月24日 - 28日、CBGKシブゲキ!!）[47]
- THE IDOLM@STER SideM PASSIONABLE READING SHOW ～天地四心伝～（2024年2月11日、幕張イベントホール） - 北村想楽 役[48]
- 江戸川乱歩 名作朗読劇「怪人二十面相－暗黒星－」（2024年2月28日、博品館劇場） [49]
- 朗読劇「若きウェルテルの悩み」（2024年5月1日、TOKYO FM HALL）[50]
- 江戸川乱歩 名作朗読劇「少年探偵団」（2024年9月6日、紀伊國屋サザンシアター TAKASHIMAYA） - 小林芳雄 役[51][52]
- 朗読劇「青野くんに触りたいから死にたい」presented by eeo Stage（2024年9月11日 - 16日、CBGKシブゲキ!!） - 藤本雅芳 役（ ※ 梶原岳人、濱健人とのトリプルキャスト）[53]
- eeo Stage reading 朗読劇「はなしぐれ」（2025年1月9日 - 13日、CBGKシブゲキ!!） - 坂井進 役（ ※ 山谷祥生、濱健人とのトリプルキャスト）[54]
- 朗読劇「モノクロの空に虹を架けよう」（2025年2月24日 - 26日・3月1日、新宿シアタートップス） - 拓海 役[55]
- 朗読劇「ネコたん！弐 ぷらす 〜猫町怪異奇譚〜」仮面遊戯殺猫事件（2025年6月20日、あうるすぽっと） - サクタロー 役[56][57]
- 朗読劇『少年のアビス』presented by eeo Stage（2025年7月4日 - 5日、あうるすぽっと） - 黒瀬令児 役
- ハイセンスA3-D 朗読演劇『図書委員界』（2025年10月10日 - 13日〈予定〉、CBGKシブゲキ!!） - バン 役（ ※ 濱健人とのダブルキャスト）[58]

### その他コンテンツ
- PV『同居人はひざ、時々、頭のうえ。』（2017年、河瀬篤[59]）
- 人狼バトルTHE NIGHTMARE SEASON1#1（2022年）
- 人狼バトルTHE NIGHTMARE SEASON1#4（2022年）

## ディスコグラフィ

### キャラクターソング
| 発売日   | 商品名                                                                                   | 歌 | 楽曲                                                                                      | 備考 |
| 2016年   | 2016年                                                                                   | 2016年 | 2016年                                                                                    | 2016年 |
| -------- | ---------------------------------------------------------------------------------------- | --- | ----------------------------------------------------------------------------------------- | --- |
| 10月26日 | THE IDOLM@STER SideM ST@RTING LINE -15 Legenders                                         | Legenders | 「Legacy of Spirit」 「String of Fate」 「DRIVE A LIVE」                                  | ゲーム『アイドルマスター SideM』関連曲                                                                           |
| 11月14日 | N/A                                                                                      | ビブラート・フルエル（汐谷文康） | 「ボイスエクスタシー」                                                                    | 『帝王森川とボイトレ男子』関連曲                                                                                 |
| 2017年   |                                                                                          | |                                                                                           | |
| 2月1日   | Beyond The Dream                                                                         | 315プロダクション所属アイドル | 「Beyond The Dream」                                                                      | ゲーム『アイドルマスター SideM』テーマソング                                                                     |
| 2月1日   | Beyond The Dream                                                                         | 315プロダクション所属アイドル（メンタル） | 「Beyond The Dream」                                                                      | ゲーム『アイドルマスター SideM』テーマソング                                                                     |
| 8月9日   | THE IDOLM@STER SideM ORIGIN@L PIECES 06                                                  | 北村想楽（汐谷文康） | 「Flowing Freedom」                                                                       | ゲーム『アイドルマスター SideM』関連曲                                                                           |
| 8月26日  | ダウンロードカード                                                                       | 森山帝（森川智之）、ボイトレ男子 | 「ボイスエクスタシー」 「ボイススプレマシー」 「ボイスエクストリーム」 「涙色の装飾音符」 | 『帝王森川とボイトレ男子』関連曲                                                                                 |
| 2018年   |                                                                                          | |                                                                                           | |
| 1月17日  | THE IDOLM@STER SideM 3rd ANNIVERSARY DISC 01 Café Parade & Altessimo & Legenders         | Legenders | 「Symphonic Brave」                                                                       | ゲーム『アイドルマスター SideM』関連曲                                                                           |
| 1月17日  | THE IDOLM@STER SideM 3rd ANNIVERSARY DISC 01 Café Parade & Altessimo & Legenders         | Café Parade & Altessimo & Legenders | 「Eternal Fantasia」                                                                      | ゲーム『アイドルマスター SideM』関連曲                                                                           |
| 2月2日   | THE IDOLM@STER SideM 3rd ANNIVERSARY SOLO COLLECTION 01                                  | 北村想楽（汐谷文康） | 「Symphonic Brave」                                                                       | ゲーム『アイドルマスター SideM』関連曲                                                                           |
| 3月18日  | 子猫ちゃんリサイタル昼の部ダウンロードカード                                             | 森山帝（森川智之）、ボイトレ男子 | 「ボイスエクスタシーピアノバージョン」                                                    | 『帝王森川とボイトレ男子』関連曲                                                                                 |
| 3月18日  | 子猫ちゃんリサイタル夜の部ダウンロードカード                                             | 森山帝（森川智之）、ボイトレ男子 | 「ボイススプレマシーピアノバージョン」                                                    | 『帝王森川とボイトレ男子』関連曲                                                                                 |
| 3月18日  | ボイトレ男子キャラクターソング集                                                         | ビブラート・フルエル（汐谷文康） | 「にゃんにゃんブルース」                                                                  | 『帝王森川とボイトレ男子』関連曲                                                                                 |
| 12月5日  | THE IDOLM@STER SideM WakeMini! MUSIC COLLECTION 02                                       | 315 STARS（メンタル Ver.） | 「Friendly Smile」                                                                        | テレビアニメ『アイドルマスター SideM 理由あってMini!』エンディングテーマ                                         |
| 2019年   |                                                                                          | |                                                                                           | |
| 3月15日  | THE IDOLM@STER SideM WakeMini! SOLO COLLECTION 02 MENTAL Ver.                            | 北村想楽（汐谷文康） | 「Friendly Smile」                                                                        | テレビアニメ『アイドルマスター SideM 理由あってMini!』関連曲                                                     |
| 5月10日  | THE IDOLM@STER SideM 4th ANNIVERSARY DISC「LIVE in your SMILE / DREAM JOURNEY」          | Altessimo、W、FRAME、彩、神速一魂、S.E.M、THE 虎牙道、Legenders | 「LIVE in your SMILE」                                                                    | ゲーム『アイドルマスター SideM』関連曲                                                                           |
| 10月2日  | Virgin Sky/愛がある限りここにいる                                                        | 帝都東神楽舞隊基地・所属舞官 | 「Virgin Sky」                                                                            | ゲーム『REALIVE!〜帝都神楽舞隊〜』オープニングテーマ                                                             |
| 10月2日  | Virgin Sky/愛がある限りここにいる                                                        | 帝都東神楽舞隊基地・所属舞官 | 「愛がある限りここにいる」                                                                | ゲーム『REALIVE!〜帝都神楽舞隊〜』エンディングテーマ                                                             |
| 10月23日 | Best Game 2 〜命運を賭けるトリガー〜                                                     | 神谷幸広（狩野翔）、北村想楽（汐谷文康）、握野英雄（熊谷健太郎）、華村翔真（バレッタ裕）、榊夏来（渡辺紘）、岡村直央（矢野奨吾） | 「ALL nOR NOTHING」                                                                       | ゲーム『アイドルマスター SideM』関連曲                                                                           |
| 12月18日 | THE IDOLM@STER SideM 5th ANNIVERSARY DISC 01 PRIDE STAR                                  | 315 ALLSTARS | 「PRIDE STAR」 「DRIVE A LIVE」 「Reason!!」 「GLORIOUS RO@D」                            | ゲーム『アイドルマスター SideM』関連曲                                                                           |
| 2020年   |                                                                                          | |                                                                                           | |
| 3月6日   | THE IDOLM@STER SideM 5th ANNIVERSARY UNIT COLLECTION -PRIDE STAR-                        | Legenders | 「PRIDE STAR」                                                                            | ゲーム『アイドルマスター SideM』関連曲                                                                           |
| 3月18日  | THE IDOLM@STER SideM 5th ANNIVERSARY DISC 04 FRAME&S.E.M&Legenders                       | Legenders | 「Make New Legend」                                                                       | ゲーム『アイドルマスター SideM』関連曲                                                                           |
| 3月18日  | THE IDOLM@STER SideM 5th ANNIVERSARY DISC 04 FRAME&S.E.M&Legenders                       | FRAME、S.E.M、Legenders | 「Bet your intuition!」                                                                   | ゲーム『アイドルマスター SideM』関連曲                                                                           |
| 4月1日   | THE IDOLM@STER SideM WORLD TRE@SURE 13                                                   | 鷹城恭二（梅原裕一郎）、信玄誠司（増元拓也）、伊瀬谷四季（野上翔）、北村想楽（汐谷文康） | 「Welcome to Japan!」 「MEET THE WORLD!（JAPAN Ver.）」                                   | ゲーム『アイドルマスター SideM LIVE ON ST@GE!』関連曲                                                            |
| 4月22日  | 愛のトンネル/両手のベッド                                                                | +HOLIC+ | 「愛のトンネル」 「両手のベッド」                                                         | ゲーム『REALIVE!〜帝都神楽舞隊〜』関連曲                                                                         |
| 8月26日  | THE IDOLM@STER SideM 5th ANNIVERSARY SOLO COLLECTION 03                                  | 北村想楽（汐谷文康） | 「Make New Legend」                                                                       | ゲーム『アイドルマスター SideM』関連曲                                                                           |
| 2021年   |                                                                                          | |                                                                                           | |
| 2月3日   | THE IDOLM@STER SideM NEW STAGE EPISODE:10 Legenders                                      | Legenders | 「FOCUS ON YOUR LIFE」 「NEXT STAGE!」                                                    | ゲーム『アイドルマスター SideM』関連曲                                                                           |
| 2月7日   | THE IDOLM@STER SideM UNIT COLLECTION -MEET THE WORLD!-                                   | 315 ALLSTARS | 「MEET THE WORLD!」                                                                       | ゲーム『アイドルマスター SideM』関連曲                                                                           |
| 2月7日   | THE IDOLM@STER SideM UNIT COLLECTION -MEET THE WORLD!-                                   | Legenders | 「MEET THE WORLD!」                                                                       | ゲーム『アイドルマスター SideM』関連曲                                                                           |
| 9月29日  | THE IDOLM@STER SideM GROWING SIGN@L 01 Growing Smiles!                                   | 315 ALLSTARS | 「Growing Smiles!」 「DRIVE A LIVE」 「Beyond The Dream」 「NEXT STAGE!」                 | ゲーム『アイドルマスター SideM GROWING STARS』関連曲                                                             |
| 10月27日 | 緑陰のGymnasium                                                                          | 山下次郎（中島ヨシキ）、ピエール（堀江瞬）、冬美旬（永塚拓馬）、黒野玄武（深町寿成）、卯月巻緒（児玉卓也）、北村想楽（汐谷文康） | 「Stories」                                                                               | ゲーム『アイドルマスター SideM』関連曲                                                                           |
| 2022年   |                                                                                          | |                                                                                           | |
| 1月8日   | THE IDOLM@STER SideM UNIT COLLECTION -Growing Smiles!-                                   | Legenders | 「Growing Smiles!」                                                                       | ゲーム『アイドルマスター SideM GROWING STARS』関連曲                                                             |
| 3月9日   | THE IDOLM@STER SideM GROWING SIGN@L 05 Legenders                                         | Legenders | 「Time Before Time」 「PERMAFROST」                                                       | ゲーム『アイドルマスター SideM GROWING STARS』関連曲                                                             |
| 3月12日  | THE IDOLM@STER SideM PASSION@TE FORMATION -MENTAL-                                       | 315 STARS（メンタルVer.） | 「リトルハピネス」                                                                        | ゲーム『アイドルマスター SideM GROWING STARS』関連曲                                                             |
| 3月12日  | THE IDOLM@STER SideM PASSION@TE FORMATION -MENTAL-                                       | 北村想楽（汐谷文康） | 「リトルハピネス」                                                                        | ゲーム『アイドルマスター SideM GROWING STARS』関連曲                                                             |
| 10月1日  | THE IDOLM@STER SideM GROWING SIGN@L SOLO COLLECTION 01                                   | 「Time Before Time」 |                                                                                           | ゲーム『アイドルマスター SideM GROWING STARS』関連曲                                                             |
| 12月21日 | THE IDOLM@STER SideM GROWING SIGN@L 15 Take a StuMp!                                     | 315 ALLSTARS | 「Take a StuMp!」                                                                         | ゲーム『アイドルマスター SideM GROWING STARS』関連曲                                                             |
| 2023年   |                                                                                          | |                                                                                           | |
| 2月11日  | THE IDOLM@STER SideM UNIT COLLECTION -Take a StuMp!-                                     | Legenders | 「Take a StuMp!」                                                                         | ゲーム『アイドルマスター SideM GROWING STARS』関連曲                                                             |
| 3月11日  | 幻想のUtopia/安寧のDystopia                                                              | 天ヶ瀬冬馬（寺島拓篤）、伊集院北斗（神原大地）、都築圭（土岐隼一）、神楽麗（永野由祐）、渡辺みのり（高塚智人）、信玄誠司（増元拓也）、華村翔真（バレッタ裕）、清澄九郎（中田祐矢）、伊瀬谷四季（野上翔）、神谷幸広（狩野翔）、卯月巻緒（児玉卓也）、水嶋咲（小林大紀）、橘志狼（古畑恵介）、舞田類（榎木淳弥）、山下次郎（中島ヨシキ）、円城寺道流（濱野大輝）、兜大吾（浦尾岳大）、九十九一希（比留間俊哉）、葛之葉雨彦（笠間淳）、北村想楽（汐谷文康） | 「安寧のDystopia」                                                                        | 舞台『THE IDOLM@STER SideM PASSIONABLE READING SHOW -超常事変〜対立スル正義〜-』エンディングテーマ               |
| 5月31日  | THE IDOLM@STER SideM 49 ELEMENTS 11 Legenders                                            | Legenders | 「Eclipse of the Heart」                                                                  | ゲーム『アイドルマスター SideM GROWING STARS』関連曲                                                             |
| 5月31日  | THE IDOLM@STER SideM 49 ELEMENTS 11 Legenders                                            | 北村想楽（汐谷文康） | 「you’re」                                                                                | ゲーム『アイドルマスター SideM GROWING STARS』関連曲                                                             |
| 10月28日 | THE IDOLM@STER SideM 8th STAGE THEME SONG「Hands & Claps!」                              | 315 ALLSTARS | 「Hands & Claps!」                                                                        | ライブイベント『THE IDOLM@STER SideM 8th STAGE 〜ALL H@NDS TOGETHER〜』テーマソング                              |
| 10月28日 | THE IDOLM@STER SideM 8th STAGE THEME SONG「Hands & Claps!」                              | 315 STARS（メンタルVer.） | 「Hands & Claps!」                                                                        | ライブイベント『THE IDOLM@STER SideM 8th STAGE 〜ALL H@NDS TOGETHER〜』テーマソング                              |
| 2024年   |                                                                                          | |                                                                                           | |
| 3月6日   | THE IDOLM@STER SideM F@NTASTIC COMBINATION～CONNECTIME!!!!～ -DIMENSION ARROW- Legenders | Legenders、C.FIRST | 「Secret Light」                                                                          | ライブイベント『315 Production presents F＠NTASTIC COMBINATION LIVE 〜CONNECTIME!!!!〜 -DIMENSION ARROW-』関連曲 |
| 3月6日   | THE IDOLM@STER SideM F@NTASTIC COMBINATION～CONNECTIME!!!!～ -DIMENSION ARROW- Legenders | Legenders | 「Trust me now」                                                                          | ライブイベント『315 Production presents F＠NTASTIC COMBINATION LIVE 〜CONNECTIME!!!!〜 -DIMENSION ARROW-』関連曲 |
| 3月6日   | THE IDOLM@STER SideM F@NTASTIC COMBINATION～CONNECTIME!!!!～ -DIMENSION ARROW- Legenders | Altessimo、彩、Legenders、C.FIRST | 「DRIVE A LIVE」 「NEXT STAGE!（Short size）」                                            | ライブイベント『315 Production presents F＠NTASTIC COMBINATION LIVE 〜CONNECTIME!!!!〜 -DIMENSION ARROW-』関連曲 |
| 3月6日   | THE IDOLM@STER SideM F@NTASTIC COMBINATION～CONNECTIME!!!!～ -DIMENSION ARROW- C.FIRST   | Altessimo、彩、Legenders、C.FIRST | 「Beyond the Dream」                                                                      | ライブイベント『315 Production presents F＠NTASTIC COMBINATION LIVE 〜CONNECTIME!!!!〜 -DIMENSION ARROW-』関連曲 |

### その他参加作品
| 発売日         | 商品名                         | 歌                 | 楽曲                                 | 備考                                                  |
| -------------- | ------------------------------ | ------------------ | ------------------------------------ | ----------------------------------------------------- |
| 2019年7月31日  | チャイム！                     | Child Nome         | 「チャイム！」 「波打ち際」          | ラジオ『矢野・汐谷のKitchen Cherry-pick』テーマソング |
| 2019年7月31日  | チャイム！                     | Child Nome         | 「春夏秋冬」 「これが私の生きる道」  | ラジオ『矢野・汐谷のKitchen Cherry-pick』関連曲       |
| 2019年12月20日 | ぎゅってしよ！ チェリピク ver. | 矢野奨吾、汐谷文康 | 「ぎゅってしよ！」 「声はAmplifier」 | インターネットラジオ局「ラジ友」テーマソング          |

### シリーズ一覧
1. ↑  1st season（2023年 - 2024年）、2nd season（2024年）
2. ↑  『F@NCOMLIVE 自分の見え方』（2023年）、『F@NCOMLIVE 不揃いなサンカク』（2023年）、『CIRCLE OF DELIGHT 支えあいと巡りあい』（2024年）

### ユニットメンバー
1. 1 2 3 4 5 6 7 8 9 10 11 12 13 14  葛之葉雨彦（笠間淳）、北村想楽（汐谷文康）、古論クリス（駒田航）
2. 1 2  天ヶ瀬冬馬（寺島拓篤）、御手洗翔太（松岡禎丞）、伊集院北斗（神原大地）、天道輝（仲村宗悟）、桜庭薫（内田雄馬）、柏木翼（八代拓）、都築圭（土岐隼一）、神楽麗（永野由祐）、鷹城恭二（梅原裕一郎）、ピエール（堀江瞬）、渡辺みのり（高塚智人）、伊瀬谷四季（野上翔）、秋山隼人（千葉翔也）、若里春名（白井悠介）、冬美旬（永塚拓馬）、榊夏来（渡辺紘）、蒼井享介（山谷祥生）、蒼井悠介（菊池勇成）、硲道夫（伊東健人）、舞田類（榎木淳弥）、山下次郎（中島ヨシキ）、清澄九郎（中田祐矢）、猫柳キリオ（山下大輝）、華村翔真（バレッタ裕）、握野英雄（熊谷健太郎）、木村龍（濱健人）、信玄誠司（増元拓也）、紅井朱雀（益山武明）、黒野玄武（深町寿成）、神谷幸広（狩野翔）、東雲荘一郎（天﨑滉平）、アスラン＝ベルゼビュートII世（古川慎）、卯月巻緒（児玉卓也）、水嶋咲（小林大紀）、大河タケル（寺島惇太）、円城寺道流（濱野大輝）、牙崎漣（小松昌平）、岡村直央（矢野奨吾）、橘志狼（古畑恵介）、姫野かのん（村瀬歩）、秋月涼（三瓶由布子）、兜大吾（浦尾岳大）、九十九一希（徳武竜也）、葛之葉雨彦（笠間淳）、北村想楽（汐谷文康）、古論クリス（駒田航）
3. 1 2  御手洗翔太（松岡禎丞）、柏木翼（八代拓）、都築圭（土岐隼一）、ピエール（堀江瞬）、蒼井悠介（菊池勇成）、信玄誠司（増元拓也）、華村翔真（バレッタ裕）、清澄九郎（中田祐矢）、若里春名（白井悠介）、神谷幸広（狩野翔）、卯月巻緒（児玉卓也）、姫野かのん（村瀬歩）、舞田類（榎木淳弥）、秋月涼（三瓶由布子）、北村想楽（汐谷文康）
4. 1 2  能登飴太郎（山本和臣）、横隔真紅（大島佑）、吹織鼓弓（河本啓佑）、響頭声（木村大樹）、ビブラート・フルエル（汐谷文康）、灰克龍（角田雄二郎）
5. ↑  神谷幸広（狩野翔）、東雲荘一郎（天﨑滉平）、アスラン＝ベルゼビュートII世（古川慎）、卯月巻緒（児玉卓也）、水嶋咲（小林大紀）
6. 1 2 3  都築圭（土岐隼一）、神楽麗（永野由祐）
7. ↑  蒼井享介（山谷祥生）、蒼井悠介（菊池勇成）
8. 1 2  握野英雄（熊谷健太郎）、木村龍（濱健人）、信玄誠司（増元拓也）
9. 1 2  猫柳キリオ（山下大輝）、華村翔真（バレッタ裕）、清澄九郎（中田祐矢）
10. ↑  紅井朱雀（益山武明）、黒野玄武（深町寿成）
11. 1 2  硲道夫（伊東健人）、舞田類（榎木淳弥）、山下次郎（中島ヨシキ）
12. ↑  大河タケル（寺島惇太）、円城寺道流（濱野大輝）、牙崎漣（小松昌平）
13. ↑  風見勇真（梶原岳人）、久能純（谷口博昭）、米倉鷹久（谷口淳志）、藤堂豪一郎（千葉瑞己）、白神透（會田海心）、赤音輝（小西成弥）、綾井雪松（遊馬晃祐）、貴船雅彦（小林竜之）、鯨屋練（大坪康亮）、サー・ユリエル・フィドルバード（沢城千春）、佐々木裕之助（古田一紀）、橘幸作（岡延明）、瀬乃崎宗（松岡一平）、東雲仁（宮崎遊）、高城貫（伊勢大貴）、椿坂龍馬（高橋健介）、双葉日向（汐谷文康）、双葉向夜（尾股未知也）、氷室零（伊藤昌弘）、津田新造（福西勝也）、皆川風汰（古畑恵介）、皆川修司（新井雄也）
14. ↑  椿坂龍馬（高橋健介）、双葉日向（汐谷文康）、双葉向夜（尾股未知也）、氷室零（伊藤昌弘）
15. ↑  天ヶ瀬冬馬（寺島拓篤）、御手洗翔太（松岡禎丞）、伊集院北斗（神原大地）、天道輝（仲村宗悟）、桜庭薫（内田雄馬）、柏木翼（八代拓）、都築圭（土岐隼一）、神楽麗（永野由祐）、鷹城恭二（梅原裕一郎）、ピエール（堀江瞬）、渡辺みのり（高塚智人）、伊瀬谷四季（野上翔）、秋山隼人（千葉翔也）、若里春名（白井悠介）、冬美旬（永塚拓馬）、榊夏来（渡辺紘）、蒼井享介（山谷祥生）、蒼井悠介（菊池勇成）、硲道夫（伊東健人）、舞田類（榎木淳弥）、山下次郎（中島ヨシキ）、清澄九郎（中田祐矢）、猫柳キリオ（山下大輝）、華村翔真（バレッタ裕）、握野英雄（熊谷健太郎）、木村龍（濱健人）、信玄誠司（増元拓也）、紅井朱雀（益山武明）、黒野玄武（深町寿成）、神谷幸広（狩野翔）、東雲荘一郎（天﨑滉平）、アスラン＝ベルゼビュートII世（古川慎）、卯月巻緒（児玉卓也）、水嶋咲（小林大紀）、大河タケル（寺島惇太）、円城寺道流（濱野大輝）、牙崎漣（小松昌平）、岡村直央（矢野奨吾）、橘志狼（古畑恵介）、姫野かのん（村瀬歩）、秋月涼（三瓶由布子）、兜大吾（浦尾岳大）、九十九一希（比留間俊哉）、葛之葉雨彦（笠間淳）、北村想楽（汐谷文康）、古論クリス（駒田航）
16. 1 2 3  天ヶ瀬冬馬（寺島拓篤）、御手洗翔太（松岡禎丞）、伊集院北斗（神原大地）、天道輝（仲村宗悟）、桜庭薫（内田雄馬）、柏木翼（八代拓）、都築圭（土岐隼一）、神楽麗（永野由祐）、鷹城恭二（梅原裕一郎）、ピエール（堀江瞬）、渡辺みのり（高塚智人）、伊瀬谷四季（野上翔）、秋山隼人（千葉翔也）、若里春名（白井悠介）、冬美旬（永塚拓馬）、榊夏来（渡辺紘）、蒼井享介（山谷祥生）、蒼井悠介（菊池勇成）、硲道夫（伊東健人）、舞田類（榎木淳弥）、山下次郎（中島ヨシキ）、清澄九郎（中田祐矢）、猫柳キリオ（山下大輝）、華村翔真（バレッタ裕）、握野英雄（熊谷健太郎）、木村龍（濱健人）、信玄誠司（増元拓也）、紅井朱雀（益山武明）、黒野玄武（深町寿成）、神谷幸広（狩野翔）、東雲荘一郎（天﨑滉平）、アスラン＝ベルゼビュートII世（古川慎）、卯月巻緒（児玉卓也）、水嶋咲（小林大紀）、大河タケル（寺島惇太）、円城寺道流（濱野大輝）、牙崎漣（小松昌平）、岡村直央（矢野奨吾）、橘志狼（古畑恵介）、姫野かのん（村瀬歩）、秋月涼（三瓶由布子）、兜大吾（浦尾岳大）、九十九一希（比留間俊哉）、葛之葉雨彦（笠間淳）、北村想楽（汐谷文康）、古論クリス（駒田航）、天峰秀（伊瀬結陸）、花園百々人（宮﨑雅也）、眉見鋭心（大塚剛央）
17. 1 2  御手洗翔太（松岡禎丞）、柏木翼（八代拓）、都築圭（土岐隼一）、ピエール（堀江瞬）、蒼井悠介（菊池勇成）、信玄誠司（増元拓也）、華村翔真（バレッタ裕）、清澄九郎（中田祐矢）、若里春名（白井悠介）、神谷幸広（狩野翔）、卯月巻緒（児玉卓也）、姫野かのん（村瀬歩）、舞田類（榎木淳弥）、秋月涼（三瓶由布子）、北村想楽（汐谷文康）、花園百々人（宮﨑雅也）
18. 1 2  天峰秀（伊瀬結陸）、花園百々人（宮﨑雅也）、眉見鋭心（大塚剛央）
19. ↑  矢野奨吾、汐谷文康